# 張第 (萬曆進士)
張第（16世紀—17世紀），號鳳塗，湖廣承天府鍾祥縣人，軍籍，明朝政治人物。

## 生平
張第為人公恕謙謹，與人相處和善，是萬曆三十一年（1603年）癸卯科湖廣鄉試舉人，四十一年（1613年）癸丑科進士，刑部觀政，四十四年授大理寺右評事，四十七年升户部雲南司主事、员外郎，四十八年升福建司郎中，出任山西潞安知府，天啓四年升陕西按察司副使，五年考察去職。崇祯四年（1631年）補任瓊州知府，保障地方人民，辭官後與縣鄰子弟僕從一同出入，循禮得不知曾為官員，致仕十多年後，鄉人建坊紀念他的功德。

## 家族
曾祖張景達，中宪大夫知府。祖張偉，太学生。父张阳，庠生。

## 引用
1. 1 2  乾隆《鍾祥縣志·卷十一·人物》：張第，字鳳塗，萬厯癸丑進士，公恕謙謹，與人無忤，歷守潞安、瓊州二府，保障潞澤，惠行海外，第居室與縣鄰子弟僕從出入，循禮若不知為鄉大夫家者，致政十餘年，里人建坊頌德焉。進士 明……（萬曆）己未科二人……楊維新 字元周，慶豐里人，厯官都察院右副都御史……舉人 明……（萬曆）甲午科四人……楊維新 見進士
2. ↑  《萬曆四十一年癸丑科進士履歷》：张第，鳳塗，易三房，壬午二月十三日生。钟祥人。癸卯鄉試六十五名，会试三百三十六名，三甲二年四十七名。刑部政，丙辰授右評事，己未升户部云南司主事，己未升员外，庚申升付建司郎中，庚申升山西潞安知府，甲子升陕西付使，乙丑考察，辛未補瓊州知府，甲戌考察。曾祖景達，中宪大夫知府。祖偉，太学生。父阳，庠生。